# Ards and North Down Borough Council
Der Ards and North Down Borough Council (irisch Comhairle Buirge na hArda agus an Dún Thuaidh) ist eine Gebietskörperschaft in Nordirland, die am 1. April 2015 gegründet wurde. Er ersetzte den Ards Borough Council und den North Down Borough Council. Die ersten Wahlen zu dieser Behörde fanden am 22. Mai 2014 statt und vor der offiziellen Schaffung der Distrikte Ards und North Down am 1. April 2015 fungierte sie als Schattenbehörde.

## Politik

### Stadtrat
- SDLP: 1
- Alliance: 12
- GPNI: 2
- Unabh.: 3
- UUP: 8
- DUP: 14

Sitzverteilung im Ards and North Down Borough Council

## Bürgermeister
Der Bürgermeister von Ards and North Down Borough ist momentan Alistair Cathcart von der DUP und stellvertretender Bürgermeister ist David Kammern von der UUP.

## Bevölkerung
Das Gebiet, das von dem neuen Bezirk abgedeckt wird, hat laut der Volkszählung 2021 in Nordirland 163.659 Einwohner.